# KBV 281
KBV 281 är ett av Kustbevakningens övervakningsfartyg. Fartyget byggdes vid Djupviks varv på Tjörn i Bohuslän och levererades till Kustbevakningen år 1979. Det byggdes om vid Holms varv 1995. För brandbekämpning finns ombord en vattenkanon med en kapacitet av 1 000 liter per minut. Fartyget är stationerat i Kalmar.